# GSC3214-1838
GSC3214-1838 — хімічно пекулярна зоря спектрального класу A1, що має видиму зоряну величину в смузі V приблизно  9,1.
Вона  розташована на відстані близько 929,2 світлових років від Сонця.